# Hypertrophocera parvipes
Hypertrophocera parvipes är en tvåvingeart som beskrevs av Townsend 1891. Hypertrophocera parvipes ingår i släktet Hypertrophocera och familjen parasitflugor. Inga underarter finns listade i Catalogue of Life.